# Christos anesti
O tropário pascal ou Christos anesti (grego koinē: Χριστὸς ἀνέστη ) é o tropário característico da celebração da Páscoa (Páscoa) no rito bizantino.
Como a maioria dos tropários, é uma estrofe curta frequentemente usada como refrão entre os versos de um salmo, mas também é usada isoladamente. É cantada no primeiro tom plagal (ou quinto). Seu autor ou data são desconhecidos.

## Texto
| Greek                                                                                         | Transliteration                                                                                | Tradução para o português                                                                                   |
| --------------------------------------------------------------------------------------------- | ---------------------------------------------------------------------------------------------- | --- |
| Χριστὸς ἀνέστη ἐκ νεκρῶν, θανάτῳ θάνατον πατήσας, καὶ τοῖς ἐν τοῖς μνήμασι, ζωὴν χαρισάμενος! | Christós anésti ek nekrón, thanáto thánaton patísas, ké tís en tís mnímasi, zoín charisámenos! | Cristo ressuscitou dos mortos, pisoteando a morte com a morte, e concedendo vida aos que estão nos túmulos! |

A primeira linha parafraseia 1 Coríntios 15:20 (Νυνὶ δὲ Χριστὸς ἐγήγερται ἐκ νεκρῶν). O tropário faz parte da Divina Liturgia Pascal de Rito Bizantino e certamente estava em uso no século V ou VI. Sua origem final é desconhecida; O metropolita da Igreja Ortodoxa Russa Hilarion Alfeyev (2009) sugeriu uma origem no século II.

## Uso
De acordo com o testemunho do tropólogo de Jerusalém (ou iadgari, uma antiga hinografia que sobreviveu apenas em uma tradução georgiana do século VIII), o tropário era cantado no final da Vigília Pascal na antiga liturgia da Páscoa de Jerusalém. Com base no Typikon da Grande Igreja, o tropário fazia parte da liturgia não monástica da Hagia Sophia no século X.
Na Finlândia, a Igreja Ortodoxa da Finlândia é uma igreja minoritária. No entanto, a Vigília Pascal Ortodoxa tem sido transmitida na rádio e na televisão há décadas, e assim o troparion gradualmente se tornou bem conhecido pelos finlandeses não ortodoxos. Em 1986, a Igreja Evangélica Luterana da Finlândia - a maior denominação religiosa do país - adicionou o troparion ao seu hinário oficial revisado, onde é o hino número 90, usado para a Páscoa. Recomenda-se que seja cantado três vezes em sucessão.
No funeral do papa Francisco, após a Ladainha de Todos os Santos, os patriarcas, arcebispos e metropolitas das Igrejas Católicas Orientais ficaram ao lado do caixão do papa para a Supplicatio Ecclesiae Orientalium (anteriormente conhecida como Officio Defectorum na liturgia bizantina). Depois de cantar três vezes o tropário pascal e entoar orações, um dos patriarcas incensou o caixão. Esse ritual também foi realizado no funeral do papa João Paulo II. 